# Risiocnemis fuligifrons
Risiocnemis fuligifrons är en trollsländeart som beskrevs av Hämäläinen 1991. Risiocnemis fuligifrons ingår i släktet Risiocnemis och familjen flodflicksländor. Inga underarter finns listade i Catalogue of Life.